# Stazione di Vietri sul Mare-Amalfi
La stazione di Vietri sul Mare-Amalfi è una fermata ferroviaria posta sulla Napoli-Battipaglia, a servizio dei comuni di Vietri sul Mare e di Amalfi. In passato è stata una stazione dal valore strategico vista la sua posizione alle porte della costiera amalfitana.

## Storia
La stazione venne attivata nel 1860. Con l'apertura della tratta sotterranea tra Nocera Inferiore via Bivio Santa Lucia nel 1977, i treni rapidi non passarono più per l'impianto e da quello di Cava de' Tirreni. Venne declassata a fermata e rimase attiva solo per servizi locali.
Nel 1991 fu set del film Fatalità di Nino D'Angelo.

## Strutture e impianti
La fermata presenta un fabbricato viaggiatori, di uno scalo merci ormai in disuso e di due binari serviti da banchine per il servizio viaggiatori.

## Servizi
Dal 2002 è servita dai treni metropolitani che collegano la stazione di Napoli Campi Flegrei a quella di Salerno. 
Nel 2024 la stazione non era servita totalmente dai treni a causa di un movimento franoso che aveva interessato la linea nel tratto tra Nocera Superiore e Salerno. Tutti i treni percorrevano la variante via Bivio Santa Lucia immettendosi nuovamente sulla linea storica dalla stazione di Nocera Inferiore. La stazione ha riaperto il 15 novembre 2024, dopo i lavori di ripristino di Rete Ferroviaria Italiana, comprendenti la messa in sicurezza dell'intero costone roccioso vicino alla ferrovia, la demolizione parziale di un edificio pericolante ed il potenziamento tecnologico per un investimento complessivo di circa 10 milioni di euro.

## Interscambi
La fermata è servita dalla linea di autobus con una fermata a poca distanza dall'ingresso e dal centro di Vietri sul Mare.